# South-east Rockall Bank SAC
South-east Rockall Bank SAC este o arie protejată (arie specială de conservare — SAC, sit de importanță comunitară — SCI) din Irlanda întinsă pe o suprafață de 148.790 ha, integral marine.

## Localizare
Centrul sitului South-east Rockall Bank SAC este situat la coordonatele 55°59′42″N 14°27′41″W / 55.99494°N 14.461355°V.

## Înființare
Situl South-east Rockall Bank SAC a fost declarat sit de importanță comunitară în septembrie 2011 pentru a proteja un număr necunoscut de specii din flora spontană și fauna sălbatică aflate în arealul zonei. Situl a fost protejat și ca arie specială de conservare în februarie 2016.

## Biodiversitate
Situată în ecoregiunea atlantică, aria protejată conține 1 habitat natural: Recifuri.
La baza desemnării sitului se află un număr nedeclarat de specii protejate.
Pe lângă speciile protejate, pe teritoriul sitului au mai fost identificate 2 specii de mamifere.